# Stensioeina
Stensioeina, en ocasiones erróneamente denominado Stensioina, es un género de foraminífero bentónico de la subfamilia Gyroidinoidinae, de la familia Gavelinellidae, de la superfamilia Chilostomelloidea, del suborden Rotaliina y del orden Rotaliida. Su especie tipo es Rotalia exsculpta. Su rango cronoestratigráfico abarca desde el Turoniense hasta el Maastrichtiense (Cretácico superior).

## Clasificación
Stensioeina incluye a las siguientes especies:
- Stensioeina altissima †
- Stensioeina beccariiformis †
- Stensioeina bella †
- Stensioeina clementiana †
- Stensioeina exsculpta †
- Stensioeina gracilis †
- Stensioeina granulata †
  - Stensioeina granulata humilis †
  - Stensioeina granulata incondita †
  - Stensioeina granulata interiecta †
  - Stensioeina granulata kelleri †
  - Stensioeina granulata levis †
  - Stensioeina granulata perfecta †
- Stensioeina pommerana †
- Stensioeina primitiva †
- Stensioeina pulchra †

Otra especie considerada en Stensioeina es:
- Stensioeina dictyon †, de posición genérica incierta